# Bivouac Pass
Der Bivouac Pass (englisch für Biwak-Pass) ist ein Gebirgspass auf der Rothschild-Insel westlich des nördlichen Endes der westantarktischen Alexander-I.-Insel. Er liegt am westlichen Ende der Desko Mountains zwischen dem Bates Peak im Südwesten und dem Enigma Peak im Nordosten. Der Pass bietet einen Zugang vom Wagner-Piedmont-Gletscher im Südosten zum Geelan-Piedmont-Gletscher im Nordwesten.
Wissenschaftler des British Antarctic Survey (BAS) führten hier zwischen 1976 und 1977 geologische Arbeiten durch. Das UK Antarctic Place-Names Committee benannte den Pass 1980 nach dem Biwak, das die BAS-Mitarbeiter hier in Form einer Schneehöhle errichtet hatten, nachdem ihr Zelt am 28. November 1976 im Sturm fortgerissen worden war. 